# Campionati francesi di sci alpino 2022
I Campionati francesi di sci alpino 2022 si sono svolti ad Auron e Isola 2000 dal 24 al 31 marzo; il programma ha incluso gare di discesa libera, supergigante, slalom gigante, slalom speciale e combinata, sia maschili sia femminili. 
Trattandosi di competizioni valide anche ai fini del punteggio FIS, vi hanno potuto partecipare anche sciatori di altre federazioni, senza che questo consentisse loro di concorrere al titolo nazionale francese. 

## Risultati

### Uomini

#### Discesa libera
| Pos. | Atleta           | Nazione | Tempo |
| ---- | ---------------- | ------- | ----- |
| 1    | Maxence Muzaton  | Francia | 57,47 |
| 2    | Matthieu Bailet  | Francia | 57,75 |
| 3    | Cyprien Sarrazin | Francia | 57,76 |
| 4    | Sam Alphand      | Francia | 57,91 |
| 5    | Nils Allègre     | Francia | 57,99 |
| 6    | Victor Schuller  | Francia | 58,05 |
| 7    | Federico Simoni  | Italia  | 58,06 |
| 8    | Adrien Fresquet  | Francia | 58,16 |
| 9    | Ken Caillot      | Francia | 58,21 |
| 9    | Nicolas Raffort  | Francia | 58,21 |

Località: Auron

Data: 31 marzo

#### Supergigante
| Pos. | Atleta              | Nazione | Tempo   |
| ---- | ------------------- | ------- | ------- |
| 1    | Cyprien Sarrazin    | Francia | 1:24,64 |
| 2    | Matthieu Bailet     | Francia | 1:24,89 |
| 3    | Nils Allègre        | Francia | 1:24,97 |
| 4    | Maxence Muzaton     | Francia | 1:25,43 |
| 5    | Blaise Giezendanner | Francia | 1:25,46 |
| 6    | Federico Simoni     | Italia  | 1:25,55 |
| 7    | Nicolas Raffort     | Francia | 1:25,57 |
| 8    | Léo Ducros          | Francia | 1:25,58 |
| 9    | Nils Alphand        | Francia | 1:25,71 |
| 10   | Adrien Fresquet     | Francia | 1:25,79 |

Località: Auron

Data: 29 marzo

#### Slalom gigante
| Pos. | Atleta                 | Nazione | Tempo   |
| ---- | ---------------------- | ------- | ------- |
| 1    | Thibaut Favrot         | Francia | 2:19,55 |
| 2    | Alexis Pinturault      | Francia | 2:19,99 |
| 3    | Mathieu Faivre         | Francia | 2:20,76 |
| 4    | Guerlain Favre         | Francia | 2:21,11 |
| 5    | Léo Coppel             | Francia | 2:21,70 |
| 6    | Loévan Parand          | Francia | 2:22,58 |
| 7    | Raphaël Lessard        | Canada  | 2:22,60 |
| 8    | Léo Ducros             | Francia | 2:22,86 |
| 9    | Clément Noël           | Francia | 2:22,89 |
| 10   | Charles Gamel Seigneur | Francia | 2:23,20 |

Località: Isola 2000

Data: 26 marzo

#### Slalom speciale
| Pos. | Atleta                  | Nazione | Tempo   |
| ---- | ----------------------- | ------- | ------- |
| 1    | Clément Noël            | Francia | 1:39,00 |
| 2    | Steven Amiez            | Francia | 1:40,92 |
| 3    | Hugo Desgrippes         | Francia | 1:41,19 |
| 4    | Léo Anguenot            | Francia | 1:41,40 |
| 5    | Alban Elezi Cannaferina | Francia | 1:42,97 |
| 6    | Loévan Parand           | Francia | 1:43,12 |
| 7    | Baptiste Sambuis        | Francia | 1:43,59 |
| 8    | Loan Boissy             | Francia | 1:43,75 |
| 9    | Eliot Grandjean         | Belgio  | 1:43,79 |
| 10   | Augustin Berthet        | Francia | 1:43,91 |

Località: Auron

Data: 28 marzo

#### Combinata
| Pos. | Atleta             | Nazione | Tempo   |
| ---- | ------------------ | ------- | ------- |
| 1    | Cyprien Sarrazin   | Francia | 2:08,86 |
| 2    | Léo Ducros         | Francia | 2:09,07 |
| 3    | Adrien Fresquet    | Francia | 2:09,45 |
| 4    | Guerlain Favre     | Francia | 2:09,82 |
| 5    | Diego Orecchioni   | Francia | 2:09,89 |
| 6    | Raphaël Lessard    | Canada  | 2:10,00 |
| 7    | Hugo Desgrippes    | Francia | 2:10,02 |
| 8    | Antoine Azzolin    | Francia | 2:10,12 |
| 9    | Pablo Banfi        | Francia | 2:10,14 |
| 10   | Augustin Bianchini | Francia | 2:10,23 |

Località: Auron

Data: 29 marzo

### Donne

#### Discesa libera
| Pos. | Atleta               | Nazione  | Tempo   |
| ---- | -------------------- | -------- | ------- |
| 1    | Romane Miradoli      | Francia  | 1:31,08 |
| 2    | Maruša Ferk          | Slovenia | 1:31,99 |
| 2    | Laura Gauché         | Francia  | 1:31,99 |
| 4    | Esther Paslier       | Francia  | 1:32,26 |
| 5    | Julie Vatinel        | Francia  | 1:32,41 |
| 6    | Marion Chevrier      | Francia  | 1:32,56 |
| 7    | Ania Monica Caill    | Romania  | 1:32,58 |
| 8    | Tessa Worley         | Francia  | 1:32,74 |
| 9    | Loïs Abouly          | Francia  | 1:32,79 |
| 10   | Karen Smadja-Clément | Francia  | 1:32,83 |

Località: Auron

Data: 24 marzo

#### Supergigante
| Pos. | Atleta                | Nazione  | Tempo   |
| ---- | --------------------- | -------- | ------- |
| 1    | Romane Miradoli       | Francia  | 1:23,27 |
| 2    | Maruša Ferk           | Slovenia | 1:23,96 |
| 3    | Laura Gauché          | Francia  | 1:23,99 |
| 4    | Tessa Worley          | Francia  | 1:24,22 |
| 5    | Karen Smadja-Clément  | Francia  | 1:24,30 |
| 6    | Anouck Errard         | Francia  | 1:24,58 |
| 7    | Coralie Frasse Sombet | Francia  | 1:24,71 |
| 8    | Esther Paslier        | Francia  | 1:25,14 |
| 9    | Loïs Abouly           | Francia  | 1:25,15 |
| 10   | Clarisse Brèche       | Francia  | 1:25,21 |

Località: Auron

Data: 25 marzo

#### Slalom gigante
| Pos. | Atleta                | Nazione | Tempo   |
| ---- | --------------------- | ------- | ------- |
| 1    | Tessa Worley          | Francia | 2:18,34 |
| 2    | Clara Direz           | Francia | 2:18,83 |
| 3    | Coralie Frasse Sombet | Francia | 2:19,72 |
| 4    | Romane Miradoli       | Francia | 2:20,52 |
| 5    | Tifany Roux           | Francia | 2:22,03 |
| 6    | Alizée Dahon          | Francia | 2:22,80 |
| 7    | Doriane Escané        | Francia | 2:22,91 |
| 8    | Clarisse Brèche       | Francia | 2:23,26 |
| 9    | Laura Gauché          | Francia | 2:23,40 |
| 10   | Axelle Chevrier       | Francia | 2:23,48 |

Località: Auron

Data: 26 marzo

#### Slalom speciale
| Pos. | Atleta            | Nazione | Tempo   |
| ---- | ----------------- | ------- | ------- |
| 1    | Nastasia Noens    | Francia | 1:45,02 |
| 2    | Marie Lamure      | Francia | 1:45,64 |
| 3    | Caitlin McFarlane | Francia | 1:45,74 |
| 4    | Doriane Escané    | Francia | 1:46,11 |
| 5    | Marion Chevrier   | Francia | 1:46,25 |
| 6    | Chiara Pogneaux   | Francia | 1:46,30 |
| 7    | Kim Vanreusel     | Belgio  | 1:47,91 |
| 8    | Raphaëlle Vial    | Francia | 1:48,13 |
| 9    | Candice David     | Francia | 1:48,54 |
| 10   | Garance Meyer     | Francia | 1:48,66 |

Località: Auron

Data: 28 marzo

#### Combinata
| Pos. | Atleta                | Nazione  | Tempo   |
| ---- | --------------------- | -------- | ------- |
| 1    | Romane Miradoli       | Francia  | 2:09,19 |
| 2    | Clarisse Brèche       | Francia  | 2:09,67 |
| 3    | Maruša Ferk           | Slovenia | 2:10,37 |
| 4    | Laura Gauché          | Francia  | 2:10,39 |
| 5    | Doriane Escané        | Francia  | 2:10,83 |
| 6    | Coralie Frasse Sombet | Francia  | 2:11,04 |
| 7    | Anouck Errard         | Francia  | 2:11,29 |
| 8    | Karen Smadja-Clément  | Francia  | 2:11,34 |
| 9    | Loïs Abouly           | Francia  | 2:11,41 |
| 10   | Garance Meyer         | Francia  | 2:11,49 |

Località: Auron

Data: 25 marzo